# Cigarettes After Sex
A Cigarettes After Sex nevű együttes 2008-ban alakult meg a texasi El Paso-ban. A dream pop, shoegaze, ambient pop és slowcore műfajokban játszanak. Lemezkiadóik: Partisan Records. 2017-ben Magyarországon is koncerteztek, az A38 Hajón.

## Tagok
- Greg Gonzalez - ének, elektromos gitár, akusztikus gitár, basszusgitár
- Philip Tubbs - billentyűk, elektromos gitár
- Randall Miller - basszusgitár
- Jacob Tomsky - dobok

Volt tagok
- Greg Leah - dobok
- Steve Herrada - billentyűk
- Emily Davis - akusztikus gitár

## Diszkográfia

### Stúdióalbumok
- Cigarettes After Sex (2017)
- Cry (2019)
- X's (2024)

### Középlemezek
- I. (2012)

### Kislemezek
- Nothing's Gonna Hurt You Baby (2012)
- Affection (2015)
- Keep On Loving You (REO Speedwagon Cover) (2015)
- K. (2016)
- Apocalypse (2017)
- Each Time You Fall In Love (2017)
- Sesame Syrup (2018)
- Crush (2018)
- Neon Moon (2018)
- Heavenly (2019)
- Falling in Love (2019)
- You´re All I Want (2020)

### Demók
- Cigarettes After Sex (2011)